# Altezza granducale

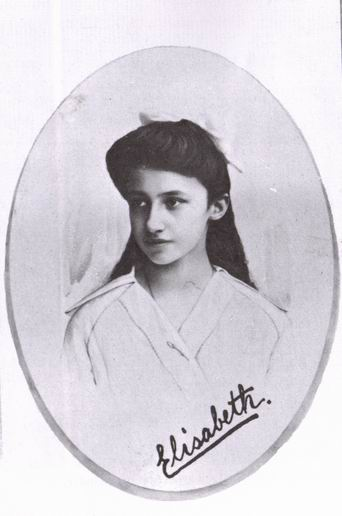
Sua altezza granducale Elisabetta di Lussemburgo

L'appellativo di sua altezza granducale (abbreviazione: S.A.G.) era il trattamento spettante ai membri non regnanti di alcune famiglie reali germaniche con a capo un granduca. Nessuna famiglia attualmente regnante gode di questo trattamento: gli ultimi ad utilizzarlo furono le sorelle minori della granduchessa Carlotta di Lussemburgo: in seguito al suo matrimonio con Felice di Borbone-Parma, però, tutti i suoi discendenti hanno assunto il titolo di altezza reale. 
Un granduca regnante, il suo erede legittimo ed i loro sposi potrebbero usare il trattamento di altezza reale, mentre tutti i discendenti maschi del sovrano in questione, eccetto appunto l'erede, userebbero il titolo di altezza granducale. Questa pratica è stata seguita dalle famiglie regnanti di Lussemburgo, Assia e di Baden. Altre famiglie granducali erano esistite prima che questo titolo prendesse piede o semplicemente erano governate da norme diverse. Attualmente il trattamento è usato soltanto dalla ex famiglia reale del Baden, poiché la dinastia d'Assia-Darmstadt è estinta. 
I granduchi russi e le granduchesse erano figli o nipoti dello zar ed erano dunque altezze imperiali. I granduchi di Toscana erano altezze reali, ma non è chiaro che titolo avrebbero avuto gli altri membri della famiglia in assenza di quelli di cui avevano diritto come membri della casa d'Asburgo-Lorena. All'epoca in cui il sistema dei differenti gradi di altezza divenne comune per i congiunti dei sovrani, nel XIX secolo, i granduchi di Toscana erano membri della casa imperiale e reale d'Austria, e, in quanto tali, avevano il titolo di arciduca ed il trattamento di altezza imperiale e reale. 
Nella maggior parte d'Europa il titolo di sua altezza granducale era inferiore a quello di altezza reale ed altezza imperiale, ma superiore ad altezza e ad altezza serenissima. Se una donna con il rango di altezza granducale sposava un'altezza reale, ella manteneva il suo titolo prematrimoniale e quindi non saliva di rango; similmente, se invece una donna che godeva del trattamento di altezza granducale sposava un'altezza serenissima, manteneva ugualmente il trattamento prematrimoniale, e quindi non scendeva di rango. Tuttavia, in caso di nozze di un'altezza granducale con un membro di una casa regnante, e quindi altezza reale o imperiale, secondo una tradizione stabilita dal conferimento di titoli era ammesso che ella ricevesse lo stesso titolo di cui godeva il marito.